# Sam Farrar
Pour les articles homonymes, voir Farrar.
Sam Farrar, né le 29 juin 1978 à Los Angeles, est le bassiste du groupe de rock californien Phantom Planet. Son père est John Farrar, sa mère est Pat Carroll (en), elle était une chanteuse de pop australienne à succès dans les années 1960. Il est allé à la Buckley School. Il est marié à Stéphanie Farrar. Sa fille, Vesper Pearl Farrar, est née en août 2009.
Il rejoint, depuis 2009, un autre groupe Operation Aloha qui comprend également des membres de Maroon 5.

## Sources
- (en) Cet article est partiellement ou en totalité issu de l’article de Wikipédia en anglais intitulé « Sam Farrar » (voir la liste des auteurs).